# Route nationale 372a
La route nationale 372a ou RN 372a était une route nationale française reliant Dammarie-lès-Lys à Pringy. Elle a été dans un premier temps renumérotée RN 472 avant d'être déclassée en RD 376 et en RD 142.

## Ancien tracé de Dammarie-les-Lys à Pringy (D 376 & D 142)
- Dammarie-lès-Lys D 376
- Boissise-le-Roi D 142
- Pringy D 142